# Foma Petrovič Nanij
Foma Petrovič Nanij (rusko Фома Петрович Наний), ruski general, * 1769, † 1853.
Bil je eden izmed pomembnejših generalov, ki so se borili med Napoleonovo invazijo na Rusijo.
Njegov portret je bil eden izmed 13, ki niso bili nikoli izdelani za Vojaško galerijo Zimskega dvorca.

## Življenje
Rodil se je v trgovski družini rimskokatoliške vere. 1. januarja 1788 je kot kadet vstopil v kirasirski korpus, s katerim se je udeležil bojev proti Turkom. 31. avgusta 1789 je postal mlajši adjutant generalporočnika Ladiženskega, nato pa je bil 5. maja 1791 povišan v podporočnika in premeščen v Seversijskega karabinjerskega polka. 
Leta 1797 je podal zaobljubo Ruskemu imperiju. Udeležil se je italijansko-švicarske kampanje (1799-1800) ter turške vojne (1806-12). 23. aprila 1809 je postal poveljnik Starodubovskega dragonskega polka in 12. decembra istega leta pa je bil povišan v polkovnika. 
15. septembra 1813 je bil povišan v generalmajorja. 
22. oktobra 1817 je bil upokojen iz vojaške službe; do smrti je živel v Kijevu.